# Vera Zajárova
Vera Kiríllovna Zajárova (en ruso: Вера Кирилловна Захарова; Delgey, RSFS de Rusia, 12 de julio de 1920 - Yakutsk, Rusia, 1 de enero de 2010) fue una piloto de ambulancias aéreas en un Po-2 de la Fuerza Aérea Soviética durante la Segunda Guerra Mundial, fue estudiante del pionero de la aviación Valeri Kuzmin y la primera mujer piloto de etnia yakuta.

## Biografía

### Infancia y juventud
Vera Zajárova nació el 12 de julio de 1920 en la pequeña localidad rural de Delgey, en el Óblast de Yakutsk, situado hoy en día en el raión de Olyokminsky de la república de Sajá; en el seno de una familia muy numerosa, tenía siete hermanos. Su padre, Kirill, un yakuto, era maestro de escuela, y su madre, Yevdokiya, una rusa, era médica. Debido a que su madre no hablaba con fluidez el idioma yakuto, Vera a menudo la ayudaba como traductora.
Al poco tiempo de nacer, su familia se mudó al pueblo de Churapcha, de donde era su padre. Allí completó la escuela primaria antes de mudarse a la ciudad de Yakutsk en 1934. En otoño siguiente, su hermano Innokenty se unió a la escuela local de vuelo en planeador, lo que llevó a Vera a unirse en 1937 y convertirse en la primera mujer yakuta admitida en el club de vuelo local. Allí aprendió a pilotar el entrenador Polikarpov Po-2 bajo las instrucciones de Valeri Kuzmin, el primer piloto yakuto. Poco después obtuvo el estatus de instructora de paracaídas después de completar su salto en paracaídas número 19.
En 1940 se mudó a Moscú para asistir a la Escuela de Aviación de Moscú, pero debido a un retraso en la inscripción, inicialmente asistió al Instituto de Cultura Física de Moscú. Sin embargo, asistió solo un semestre antes de irse debido a dificultades financieras, lo que la obligó a regresar a Yakutsk.

### Segunda Guerra Mundial
Vera y sus amigos escucharon la noticia de la invasión alemana de la Unión Soviética por la radio mientras jugaban al voleibol. Posteriormente, sus hermanos fueron reclutados en el Ejército Rojo. Al ver a sus hermanos reclutados, Vera deseó unirse al esfuerzo de guerra, por lo que asistió a cursos de enfermería y estuvo a punto de ser movilizada, pero fue rechazada en Irkutsk. Sin darse por vencida, siguió pidiendo que la enviaran al frente. Supuestamente, su padre, que estaba enfermo de tuberculosis, expresó su preocupación acerca de que la incapacidad de su hermano para hablar ruso fuera un problema en el frente. Eso, junto con las acusaciones de que expresó simpatías por el gobierno zarista, condujo a su posterior arresto y ejecución en virtud del artículo n.º 58 como «enemigo del pueblo». Vera fue informada de la muerte de su padre en 1943. Sin embargo, permaneció leal a la Unión Soviética y siguió solicitando que la enviaran al frente de guerra. Inicialmente, ella y otros instructores de paracaidismo del aeroclub se encargaron de entrenar a los paracaidistas para el frente. Finalmente, en febrero de 1944, junto con dos de sus amigas rusas del club de vuelo local de Yakutsk, Yelena Dvoryankina y Anna Remennikova, quienes también eran instructoras de paracaidismo, se acercaron a un reclutador para solicitar que las enviaran al frente y fueron aceptadas. Más tarde, el reclutador admitió estar medio dormido en ese momento y en circunstancias normales no las habría aceptado.

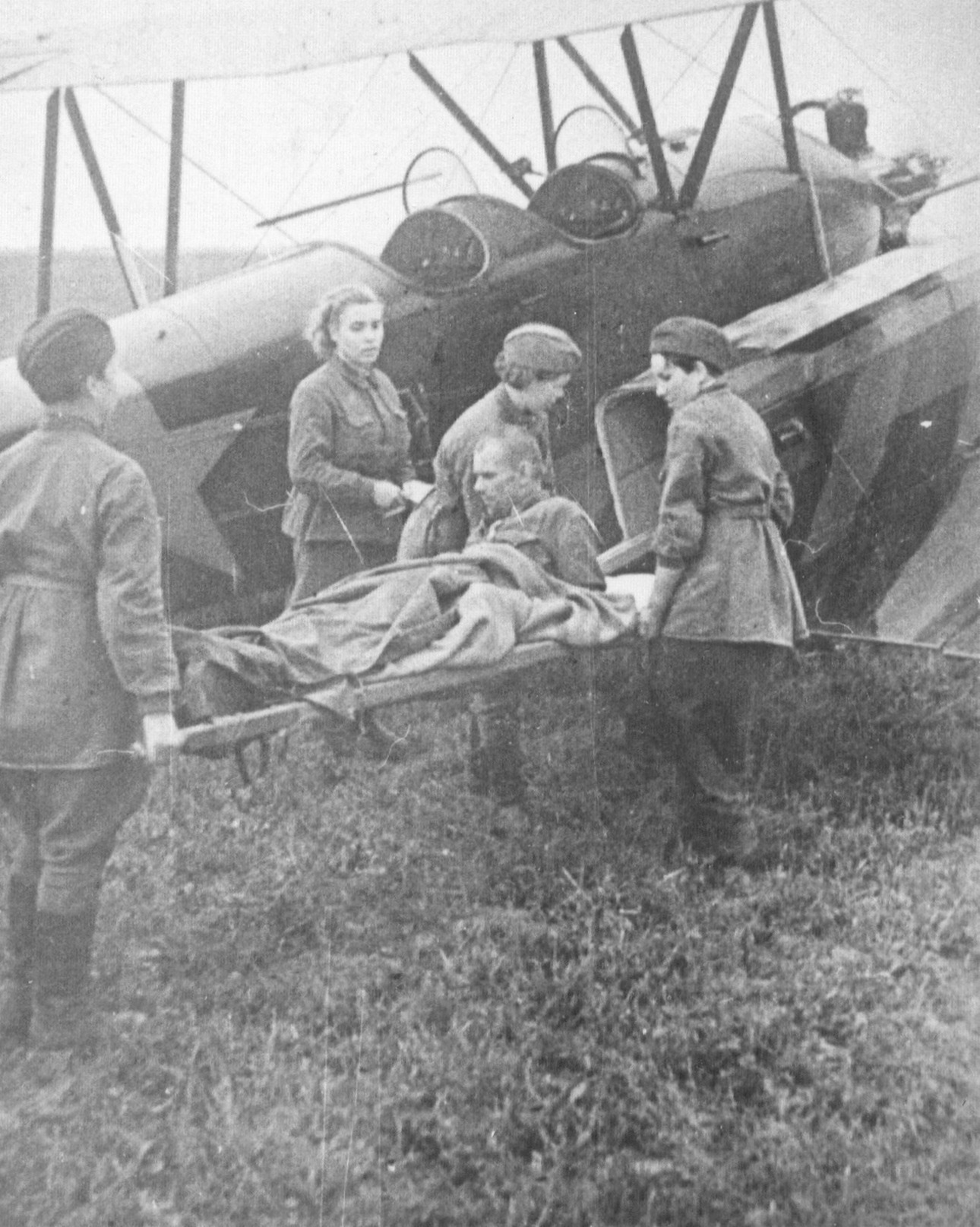
Enfermeras soviéticas evacuan a un herido en un Po-2 especialmente modificado para servir como ambulancia aérea

Después de una breve estancia en un regimiento de entrenamiento, Vera y su amiga Yelena fueron asignadas al 141.º Regimiento Independiente de Ambulancias Aéreas, que transportaba a los soldados heridos utilizando un biplano de propósito general Polikarpov Po-2, además de entregar información y correo en el frente. Al llegar al cuartel general del regimiento, los oficiales al mando inicialmente trataron a las mujeres con hostilidad, y el comandante del regimiento les preguntó en broma si soñaban con convertirse en coroneles, a lo que Yelena respondió afirmativamente a la burla, provocando un silencio sepulcral antes de que sus homólogos masculinos se echaran a reír ante tal ocurrencia. Sin ceder a la presión de sus compañeros, Zajárova permaneció en el regimiento, y en agosto de 1944 totalizó más de 100 salidas de combate, en el curso de las cuales rescató a más de 200 soldados heridos y entregó suministros médicos cruciales, municiones, correo y alimentos a las líneas del frente, a veces volando tres o cuatro veces al día.
El 6 o 7 de agosto de 1944, mientras volaba sobre Polonia, ella y otros dos aviones que volaban con ella fueron derribados por cañones antiaéreos alemanes. El comandante del regimiento, Nikolai Petrov, que pilotaba uno de los aviones derribados, logró realizar un aterrizaje de emergencia en una zona deshabitada y fue rescatado por la infantería del Ejército Rojo. Sin embargo, Zajárova y el otro piloto, Iván Chesnokov, no tuvieron tanta suerte; Chesnokov aterrizó en un área ocupada por tropas de las SS, quienes lo torturaron antes de matarlo. Mientras tanto, Zajárova aterrizó en un área ocupada por la Wehrmacht. Después de aterrizar, revisó a los dos soldados heridos que transportaba para asegurarse de que estuvieran bien, pero casi de inmediato los soldados alemanes comenzaron a acercarse a ella y a su avión, insultándola a medida que avanzaban. Luego, varios procedieron a agarrar a Vera, arrancándole el cinturón con su pistola y su casco, soltando su cabello negro sobre su rostro ante la sorpresa de los soldados que miraban, quienes gritaron «Frau», sorprendidos de que el piloto que encontraron fuera una mujer.
Al escuchar disparos de ametralladoras, los alemanes que la rodeaban se dispersaron y corrieron hacia el ruido. Alejada temporalmente de los soldados alemanes, solo entonces se dio cuenta de que tenía una fractura abierta en la pierna; Debilitada por la herida y temiendo el regreso de los alemanes, agarró los documentos de su avión y se alejó del lugar de aterrizaje antes de comenzar a cavar un hoyo para esconderse junto a un árbol. Uno de los soldados heridos que transportaba se encontró con ella allí y juntos intentaron arrastrarse hasta el territorio controlado por los soviéticos, escondiéndose en un campo de centeno en el camino. Sin embargo, su ubicación fue revelada una vez que los alemanes usaron perros para buscarlos. Después de que el perro se abalanzó sobre ella, llegó su guía y la agarró; inicialmente temió que la agarrara por la garganta y la estrangulara, pero en lugar de eso, tomó su placa de paracaidista y la arrancó de su uniforme. Un grupo de soldados alemanes procedió a tomarla prisionera a ella y al otro soldado herido, arrastrándolos hasta un cobertizo en camillas. Un médico trató sus heridas antes de subirlos a un tren de carga para enviarlos al campo de prisioneros de guerra. 
Al llegar al campo de prisioneros, los alemanes les contaron a los prisioneros y al personal del campo sobre Vera, declarando: «¡Este es un piloto soviético derribado! ¡Ha llegado el final de los rusos: no hay nadie con quien luchar en el Ejército Rojo, y los bolcheviques están poniendo mujeres mongolas en sus aviones!», llegando incluso a afirmar que era una oficial con el grado de mayor, a pesar de que solo era una soldado raso recién alistada. En el campo de prisioneros, otros reclusos le preguntaban con frecuencia de dónde era, y se resignó a responder simplemente «Rusia», ya que pocos habían oído hablar de Yakutia o sabían dónde estaba. Estuvo retenida en el campo durante cinco meses y quince días, trabajaba en una máquina de coser en el taller de confección. Después de ser liberada del campamento por el Ejército Rojo, la SMERSH la interrogó y le dijo que debía ser desmovilizada por razones médicas, pero ella persistió en permanecer en el ejército y luego pasó dos meses y medio buscando su regimiento; cuando regresó, había sido renombrado como el 12.º Regimiento de Aviación y ahora tenía su base en Polonia para ayudar a la Fuerza Aérea Polaca. Continuó volando misiones en el Po-2, en total 180 salidas al final de la guerra. Después se dirigió a la recién conquistada Berlín donde escribió «Zajárova de Yakutsk» en las paredes del Reichstag.

### Posguerra
Después de la guerra se casó con Anatoli Shmatkov, un piloto de su regimiento, e inicialmente se establecieron en Briansk. Debido al trabajo de Anatoli como fiscal, tenían que mudarse con frecuencia, a menudo llevándose nada más que la máquina de coser y sus hijos. Después de que su esposo muriera de un ataque al corazón en 1965, regresó a Yakutsk; donde trabajó en la sucursal local del Instituto de Cosmofísica y Aeronomía de la Academia de Ciencias de la Unión Soviética, y de 1976 a 1983 sirvió en el comité de paz soviético. Murió en Yakutsk en 2010.

## Condecoraciones
|  | Orden de la Guerra Patria de 2.do grado, dos veces                        |
|  | Medalla por la Victoria sobre Alemania en la Gran Guerra Patria 1941-1945 |
|  | Medalla Conmemorativa por el Centenario del Natalicio de Lenin            |
|  | Medalla al Trabajador Veterano                                            |

En septiembre de 2020, se erigió un busto en su recuerdo en su pueblo natal.